# Etelvardo de Wessex
Etelvardo, Ethelweard ou Ælfweard (904 — 2 de agosto de 924) era o segundo filho de Eduardo o Velho. De acordo com a  Crônica Anglo-Saxônica, ele sucedeu seu pai como Rei de Wessex em 17 de julho de 924 enquanto seu meio-irmão mais velho Etelstano herdava a Mércia.  Etelvardo, que provavelmente nunca foi coroado, morreu em 2 de agosto de 924 em Oxford talvez assassinado por ordem do seu meio-irmão Etelstano que então se tornou rei de Wessex. 
Quando o Rei Eduardo o velho morreu em 924, ele deixou cinco filhos de três casamentos. Edmundo e Eadred eram crianças e assim excluídos de serem os sucessores. O povo da Mércia escolheu Etelstano, que provavelmente foi criado nesta corte, como o sucessor de seu pai porém os saxões de Wessex escolheram Etelvardo, filho de Eduardo com sua segunda mulher, que talvez também fosse a verdadeira escolha de Eduardo. Etelvardo morreu seis semanas após seu pai. Aparentemente Etelstano não foi reconhecido como rei até um ano após a morte de seu pai, sugerindo que houve uma considerável resistência a ele e um apoio ao outro filho de Eduardo, Eduíno que era filho mais novo de Eduardo com sua segunda mulher.